# Nishiyama Onsen Keiunkan
Nishiyama Onsen Keiunkan (西山温泉慶雲館 Nishiyama onsen keiunkan?) es un hotel de aguas termales situado en Hayakawa, Prefectura de Yamanashi, Japón. Fundado en el año 705 d. C., es el hotel más antiguo del mundo y una de las compañías en general más antiguas en activo. En 2011, el hotel recibió el récord Guinness reconociéndolo como el hotel más antiguo del mundo. Ha sido administrado desde su fundación por 52 generaciones de la misma familia (incluyendo algunos herederos adoptados).